# Eparchie orenburská
Eparchie orenburská je eparchie ruské pravoslavné církve nacházející se v Rusku.

## Území a titul biskupa
Zahrnuje správní hranice území centrálních rajónů Orenburské oblasti.
Eparchiálnímu biskupovi náleží titul biskup orenburský a saraktašský.

## Historie
Eparchie byla zřízena 16. října 1799 oddělením území z kazaňské a částečně vjatské eparchie.
Zpočátku bylo sídlo eparchie ve městě Ufa, následně 21. března 1859 došlo k rozdělení eparchií na dvě samostatné; eparchii orenburskou a eparchii ufskou.
S nástupem sovětské moci došlo k začátku ničení církve. Podle zprávy zmocněnce pro záležitosti Ruské pravoslavné církve v Čkalovském kraji na začátku 1944 nezůstal v oblasti ani jeden fungující chrám.
Na konci Velké vlastenecké války povolila stalinistická vláda otevření několika chrámů.
V období Chruščovovi protináboženskě kampaně eparchie velmi trpěla. V lednu 1959 byl ze své funkce zmocněnce pro záležitosti Ruské pravoslavné církve odvolán A. N. Berezin a záhy odsouzen na tři roky vězení s propadnutím majetku za braní úplatků od duchovenstva. Řada chrámů byla uzavřena a počet kněží v eparchii byl v letech 1959-1964 snížen ze 62 na 27.
Dne 5. října 2011 byla rozhodnutím Svatého synodu zřízena z části území eparchie nová eparchie buzulukská a eparchie orská. Staly se součástí nově vzniklé orenburské metropole.

## Seznam biskupů
- 1799–1806 Amvrosij (Kelembet)
- 1806–1819 Avgustin (Sacharov)
- 1819–1823 Feofil (Tatarskij)
- 1823–1828 Amvrosij (Morjev)
- 1828–1831 Arkadij (Fjodorov)
- 1831–1835 Michail (Dobrov)
- 1835–1849 Ioannikij (Obrazcov)
- 1849–1853 Iosif (Bogoslovskij)
- 1853–1858 Antonij (Šokotov)
- 1858–1862 Antonij (Radoněžskij)
- 1862–1866 Varlaam (Děnisov)
- 1866–1879 Mitrofan (Vicinskij)
- 1879–1882 Veniamin (Bykovskij)
- 1882–1886 Veniamin (Smirnov)
- 1886–1895 Makarij (Troickij)
- 1895–1896 Nikolaj (Adoratskij)
- 1896–1896 Tichon (Klitin)
- 1896–1903 Vladimir (Sokolovskij-Avtonomov)
- 1903–1910 Ioakim (Levickij), svatořečený mučedník
- 1910–1914 Feodosij (Oltarževskij)
- 1914–1920 Mefodij (Gerasimov)
- 1920–1923 Aristarch (Nikolajevskij)
- 1924–1928 Iakov (Maskajev), svatořečený mučedník
- 1927–1928 Dionisij (Prozorovskij)
- 1928–1931 Pavel (Vveděnskij)
- 1931–1936 Arsenij (Sokolovskij)
- 1937–1937 Varlaam (Kozulja)
  - 1937–1945 eparchie neobsazena
- 1945–1948 Manuil (Lemeševskij)
- 1949–1950 Boris (Vik)
- 1950–1953 Varsonofij (Griněvič)
- 1953–1960 Michail (Voskresenskij)
- 1960–1963 Palladij (Kaminskij)
- 1963–1999 Leontij (Bondar)
- 1999–1999 Sergij (Poletkin), dočasný administrátor
- 1999–2015 Valentin (Miščuk)
- 2015–2023 Veniamin (Zaryckyj)
- 2020–2022 Nikon (Vasjukov) dočasný správce
- od 2023 Petr (Mansurov)